# Angelim
Angelim é um município brasileiro do estado de Pernambuco. Administrativamente é constituído pelo distrito sede e pelos povoados de Quatro Bocas e São José.

## Etimologia
O nome Angelim provém da existência de um angelim-amargoso frondoso sob o qual era realizada a feira semanal, onde hoje está localizada a rua São José.

## História
O núcleo de povoamento de Angelim surgiu em 1887, com a inauguração da Estação Ferroviária Segismundo Gonçalves, pertencente à Great Western. Pela ausência de veículos motorizados, no entorno da estação predominava o comércio agrícola. Após a instalação da via férrea, instalaram-se agricultores e comerciantes atraídos pela facilidade do transporte, até então feito por animais. O distrito foi criado pela Lei Municipal nº 42, de 22 de dezembro de 1908, com a denominação de Segismundo Gonçalves e subordinado a Garanhuns. Em 1º de Julho de 1909 através de uma lei estadual, foi elevado à categoria de vila, mudando a denominação para Palmeira. Na divisão administrativa referente ao ano de 1911, figura o distrito com denominação de Palmeira e pertencendo ao município de Canhotinho. A emancipação política veio em 11 de Setembro de 1928, pela lei nº 1931, desmembrado dos municípios de Garanhuns e Canhotinho e com sede na povoação de Palmeira. O município foi instalado em 16 de Junho de 1931 e pelo decreto estadual nº 74 de 6 de Junho de 1931, a sede foi transferida da povoação de Palmeira (atualmente o município de Palmeirina) para Angelim. Em divisão administrativa referente ao ano de 1933, o município é constituído de 3 distritos: Angelim, Palmeira e Jupi. Em divisões territoriais datadas de 31 de Dezembro de 1936 e 31 de Dezembro de 1937, o município figura com 4 distritos: Angelim, Jupi, Palmeira e Ouricuri. Pelo decreto-lei estadual nº 92, de 31 de março de 1938, o distrito de Ourucuri passou a denominar-se Pindorama. Pelo decreto-lei estadual nº 952, de 31 de Dezembro de 1943, o distrito de Pindorama passou a denominar-se Jucati e o distrito de Palmeira a denominar-se Palmeirina. No quadro fixado para vigorar no período de 1944-1948, o município é constituído de 4 distritos: Angelim, Jucati, Jupi e Pameirina. Pela lei estadual nº 419, de 31 de Dezembro de 1943, desmembra-se do município de Angelim o distrito de Palmeirina, que foi elevado à categoria de município. Em divisão territorial datada de 1º de Janeiro de 1955, o município é constituído de 3 distritos: Angelim, Jucati e Jupi. Pela lei estadual nº 3331, de 31 de Dezembro de 1958, desmembram-se do município de Angelim os distritos de Jupi e Jucati que seja formado o novo município de Jupi. Em divisão territorial datada de de 1º de Julho de 1960, o município passa a ser constituído apenas do distrito sede, assim permanecendo até os dias atuais.

## Todos os Prefeitos
06/06/1931 - Miguel Calado Borba
15/08/1936 - Miguel Calado Borba
14/12/1937 - Francisco Pereira de Carvalho
05/09/1938 - Cel. Martiniano de Barros Correia
13/09/1939 - Cap. Manoel Alfredo Ribeiro da Silva
10/01/1942 - Francisco da Costa Lima
18/11/1943 - Manoel Lafayette dos Passos
28/12/1943 - José Mariano da Nóbrega
28/03/1945 - Azarias Salgado de Vasconcelos
23/12/1946 - José Honorato Pinto
18/08/1947 - Joventino Alexandre de Moraes
15/11/1947 - Miguel Calado Borba
15/11/1951 - José Manoel de Queiroz
15/11/1955 - Júlio Vieira Salgado
15/11/1959 - José Calado Borba
15/11/1963 - Júlio Vieira Salgado
31/01/1969 - José Calado Borba
31/01/1973 - João da Costa Bezerra
31/01/1977 - José Calado Borba
31/01/1983 - Samuel Salgado Cavalcanti de Albuquerque
01/01/1989 - Josemir Figueiredo de Miranda
01/01/1993 - Samuel Salgado Cavalcanti de Albuquerque
01/01/1997 - Marco Antonio Leal Calado
01/01/2001 - Marco Antonio Leal Calado
01/01/2005 - Samuel Salgado Cavalcanti de Albuquerque
01/01/2009 - Marco Antonio Leal Calado
01/01/2013 - Marco Antonio Leal Calado
01/01/2017 - Márcio Douglas Cavalcante Duarte
01/01/2020 - Márcio Douglas Cavalcante Duarte
01/01/2025 - Carlos Henrique Lopes Lima

## Geografia
Localiza-se a 08º53'25" de latitude sul e 36º17'09" de longitude oeste, a uma altitude de 631 metros. Sua população em 2009 era de 10.385 habitantes.
Possui uma área de 118 km².
O município está incluído na área geográfica de abrangência do semiárido brasileiro, definida pelo Ministério da Integração Nacional em 2005. Esta delimitação tem como critérios o índice pluviométrico, o índice de aridez e o risco de seca.
O relevo é típico da unidade geoambiental das Superfícies Retrabalhadas. A vegetação nativa é a floresta subperenifólia, com partes de floresta hipoxerófila.
O município está inserido nos domínios da bacia hidrográfica do rio Mundaú, tendo como seus principais cursos hidrográficos os os rios Canhoto e Inhaúma e os riachos Tamborim e do Esporão.